# Bonamia semidigyna
Bonamia semidigyna är en vindeväxtart som först beskrevs av William Roxburgh, och fick sitt nu gällande namn av Hallier f. Bonamia semidigyna ingår i släktet Bonamia och familjen vindeväxter. Inga underarter finns listade i Catalogue of Life.